# Thaddeus Ma Daqin
Thaddeus Ma Daqin (chinesisch 馬達欽 / 马达钦, Pinyin Mǎ Dáqīn; * 1968) ist ein chinesischer römisch-katholischer Bischof.

## Biografie

### Priester
Nach seinen Studien am Theologischen und Philosophischen Seminar in Sheshan wurde er 1994 zum Priester geweiht. Er arbeitete als Redakteur der Guangqi Press der Diözese Shanghai, einer der beiden wesentlichen katholischen Verlage in China und wurde Pfarrer der Kirche Our Lady of Lourdes in Tangmuqiao und Dekan des Dekanats Pudong. Am 16. Dezember 2011 wurde er durch Bischof Aloysius Jin Luxian zum Generalvikar der Diözese Shanghai ernannt.

### Bischof

Wappen

Am 30. Mai 2012 wurde er durch die Chinesische Katholisch-Patriotische Vereinigung zum Koadjutor von Shanghai ernannt. Er erhielt bald die Zustimmung von Papst Benedikt XVI. zu seiner Bischofsweihe. Allerdings verfügte die Diözese Shanghai in den Augen des Vatikans bereits über einen Koadjutor in der Person von Mons. Jin, so dass Ma vom Vatikan lediglich als Weihbischof in Shanghai betrachtet wurde. Er wurde am 7. Juli 2012 in der St. Ignatius-Kathedrale Shanghai zum Bischof geweiht, in Anwesenheit von fünfundachtzig Priestern und sechs Bischöfen, darunter einem nicht von Rom anerkannten. Letzterer legte ihm aber nicht die Hand zur Weihe auf.
Am Ende der Zeremonie sagte er: „Vom Moment meiner Weihe an […] ist es für mich nicht mehr angemessen, ein Mitglied der Patriotischen Katholischen Vereinigung zu sein“.. Die Mehrzahl der Anwesenden reagierte mit Applaus, während Vertreter der chinesischen Kommunistischen Partei und der Patriotischen Katholischen Vereinigung die Kirche schlagartig verließen.
Unmittelbar nach der Zeremonie wurde Mons. Ma im Priesterseminar von Sheshan unter Hausarrest gestellt und durfte weder die Amtsattribute (Mitra, Bischofsstab, Brustkreuz) tragen noch mit anderen Priestern eine Messe konzelebrieren. Am 11. Dezember 2012 wurde er von der chinesischen Katholischen Patriotischen Vereinigung seines bischöflichen Amtes für verlustig erklärt. Die Priester und Ordensschwestern im Bistum Shanghai wurden anschließend vom Religionsbüro der Stadt Shanghai gezwungen, mehrmals an „Umerziehungskursen“ teilzunehmen.